# Campeonato da Europa de Atletismo de 2022 - Salto em distância masculino
A prova do salto em distância masculino do Campeonato da Europa de Atletismo de 2022 foi disputada nos dias 15 e 16 de agosto de 2022, no Estádio Olímpico de Munique, em Munique na Alemanha.

## Recordes
Antes desta competição, os recordes mundiais e do campeonato nesta prova eram os seguintes:
|                       | Nome           | Nacionalidade   | Distância | Local     | Data                 |
| --------------------- | -------------- | --------------- | --------- | --------- | -------------------- |
| Recorde mundial       | Mike Powell    | Estados Unidos  | 8m 95cm   | Tóquio    | 30 de agosto de 1991 |
| Recorde europeu       | Robert Emmiyan | União Soviética | 8m 86cm   | Salcazor  | 22 de maio de 1987   |
| Recorde do campeonato | Christian Reif | Alemanha        | 8m 47cm   | Barcelona | 1 de agosto de 2010  |

Os seguintes recordes foram estabelecidos durante esta competição: 
| Data         | Evento | Atleta              | Nacionalidade | Distância | Notas                 |
| ------------ | ------ | ------------------- | ------------- | --------- | --------------------- |
| 16 de agosto | Final  | Miltiadis Tentoglou | Grécia        | 8m 52cm   | Recorde do campeonato |

## Medalhistas
| Ouro                      | Prata                 | Bronze              |
| Miltiadis Tentoglou (GRE) | Thobias Montler (SWE) | Jules Pommery (FRA) |

## Cronograma
Todos os horários são locais (UTC+2).
| Data         | Hora  | Evento       |
| ------------ | ----- | ------------ |
| 15 de agosto | 12:10 | Qualificação |
| 16 de agosto | 20:27 | Final        |

## Resultados

### Qualificação
Qualificação: Desempenho de 8.05 m (Q) ou os 12 melhores qualificados (q). 
| Posição | Grupo | Atleta                    | Nacionalidade | #1   | #2   | #3   | Resultados | Notas |
| ------- | ----- | ------------------------- | ------------- | ---- | ---- | ---- | ---------- | ----- |
| 1       | B     | Thobias Montler           | Suécia        | 8.06 |      |      | 8.06       | Q     |
| 2       | A     | Miltiadis Tentoglou       | Grécia        | 7.66 | 7.80 | 7.94 | 7.94       | q     |
| 3       | A     | Eusebio Cáceres           | Espanha       | 7.93 | –    | –    | 7.93       | q     |
| 4       | B     | Lazar Anić                | Sérvia        | 7.82 | 7.86 | x    | 7.86       | q     |
| 5       | A     | Jacob Fincham-Dukes       | Reino Unido   | 7.46 | 7.86 | –    | 7.86       | q,    |
| 6       | B     | Jules Pommery             | França        | 7.76 | 7.83 | x    | 7.83       | q     |
| 7       | A     | Radek Juška               | Chéquia       | 7.03 | x    | 7.80 | 7.80       | q     |
| 8       | B     | Henrik Flåtnes            | Noruega       | 7.68 | x    | 7.79 | 7.79       | q     |
| 9       | B     | Reynold Banigo            | Reino Unido   | 7.52 | 7.75 | x    | 7.75       | q     |
| 10      | B     | Héctor Santos             | Espanha       | x    | 7.51 | 7.75 | 7.75       | q     |
| 11      | A     | Marko Čeko                | Croácia       | 7.64 | 7.52 | 7.74 | 7.74       | q     |
| 12      | A     | Ingar Kiplesund           | Noruega       | x    | x    | 7.74 | 7.74       | q     |
| 13      | B     | Augustin Bey              | França        | x    | 7.44 | 7.73 | 7.73       |       |
| 14      | A     | Kristian Pulli            | Finlândia     | x    | 7.61 | 7.70 | 7.70       |       |
| 15      | A     | Fabian Heinle             | Alemanha      | 7.07 | 7.60 | 7.64 | 7.64       |       |
| 16      | A     | Gabriel Bitan             | Roménia       | 7.64 | x    | 7.51 | 7.64       |       |
| 17      | A     | Benjamin Gföhler          | Suíça         | x    | x    | 7.49 | 7.49       |       |
| 18      | B     | Jack Roach                | Reino Unido   | x    | 7.35 | x    | 7.35       |       |
| 19      | A     | Strahinja Jovančević      | Sérvia        | 7.34 | x    | x    | 7.34       |       |
| 20      | B     | Filip Pravdica            | Croácia       | x    | x    | 6.95 | 6.95       |       |
| 21      | B     | Maximilian Entholzner     | Alemanha      | x    | x    | 5.63 | 5.63       |       |
| 22      | A     | Tom Campagne              | França        | x    | x    | x    | NM         |       |
| 22      | A     | Hans-Christian Hausenberg | Estónia       | x    | x    | x    | NM         |       |
| 22      | B     | Piotr Tarkowski           | Polónia       | x    | r    | 0 !  | NM         |       |
| 22      | B     | Valentin Toboc            | Roménia       | x    | x    | x    | NM         |       |

### Final
A final ocorreu no dia 16 de agosto às 20:27.
| Posição           | Atleta              | Nacionalidade | #1   | #2   | #3   | #4   | #5   | #6   | Resultados | Notas                 |
| ----------------- | ------------------- | ------------- | ---- | ---- | ---- | ---- | ---- | ---- | ---------- | --------------------- |
| Medalha de ouro   | Miltiadis Tentoglou | Grécia        | x    | 8.23 | 8.35 | 8.52 | –    | –    | 8.52       | Recorde do campeonato |
| Medalha de prata  | Thobias Montler     | Suécia        | 7.95 | 7.88 | 7.93 | x    | x    | 8.06 | 8.06       |                       |
| Medalha de bronze | Jules Pommery       | França        | 7.56 | 7.85 | x    | 8.06 | 7.71 | 5.67 | 8.06       |                       |
| 4                 | Eusebio Cáceres     | Espanha       | 7.87 | 7.86 | x    | 7.56 | 7.98 | x    | 7.98       |                       |
| 5                 | Jacob Fincham-Dukes | Reino Unido   | x    | 7.63 | 7.97 | 7.15 | x    | 7.72 | 7.97       | Recorde da temporada  |
| 6                 | Henrik Flåtnes      | Noruega       | 7.47 | 7.50 | 7.83 | x    | x    | x    | 7.83       |                       |
| 7                 | Héctor Santos       | Espanha       | 7.65 | x    | 7.81 | x    | 7.82 | 7.64 | 7.82       |                       |
| 8                 | Marko Čeko          | Croácia       | 7.57 | x    | 7.77 | 7.38 | 7.66 | 7.59 | 7.77       |                       |
| 9                 | Radek Juška         | Chéquia       | x    | 7.36 | 7.66 |      |      |      | 7.66       |                       |
| 10                | Reynold Banigo      | Reino Unido   | 7.66 | x    | 7.04 |      |      |      | 7.66       |                       |
| 11                | Lazar Anić          | Sérvia        | x    | x    | 7.37 |      |      |      | 7.37       |                       |
| 12                | Ingar Kiplesund     | Noruega       | x    | x    | x    |      |      |      | NM         |                       |

Legenda
| Recorde mundial       | Recorde mundial (World record)               |                       | Recorde africano                      | Recorde africano (African) |                                           | Q | Classificado por posição (Qualified) |
| Recorde do campeonato | Recorde do campeonato (Championship record)  | Recorde da América    | Recorde da América (Americas)         | q                          | Classificado por melhor tempo (Qualified) |   |                                      |
| Melhor marca do ano   | Melhor marca do ano (World leading)          | Recorde asiático      | Recorde asiático (Asian)              | DNS                        | Não largou (Did not start)                |   |                                      |
| Recorde nacional      | Recorde nacional (National record)           | Recorde europeu       | Recorde europeu (European)            | DNF                        | Não terminou (Did not finish)             |   |                                      |
| Recorde pessoal       | Recorde pessoal do atleta (Personal best)    | Recorde da Oceania    | Recorde da Oceania (Oceania)          | DSQ / DQ                   | Desclassificado (Disqualified)            |   |                                      |
| Recorde da temporada  | Recorde da temporada do atleta (Season best) | Recorde sul-americano | Recorde sul-americano (South America) | NM                         | Sem marca (No mark)                       |   |                                      |